# Peter Mattes
Hans Peter Mattes (* 24. Juni 1939 in Mannheim) ist ein deutscher Psychologe und emeritierter Hochschullehrer, zuletzt an den Universitäten Berlin und Wien.

## Werdegang
Nach dem Abitur 1958 am Fürstenberg-Gymnasium Donaueschingen begann er ein Studium an der Ruprecht-Karls-Universität Heidelberg, zunächst Musikwissenschaft und Germanistik, dann Psychologie und Philosophie mit Abschluss als Diplompsychologe (Dipl.Psych.) 1964. Anschließend wirkte er als Wissenschaftlicher Mitarbeiter bzw. Wissenschaftlicher Assistent an der Julius-Maximilians-Universität Würzburg (Psychologisches Institut II), ab 1970 an der Freien Universität Berlin, Psychologisches Institut (›PI‹) im Fachbereich 11, Philosophie und Sozialwissenschaften. 1976 erfolgte die Promotion zum Dr. phil. in den Fächern Psychologie und Philosophie. Am ›PI‹ (später im ›Studiengang Psychologie‹ der Freien Universität Berlin) war er bis 2004 Hochschullehrer mit den Schwerpunkten Theorie und Geschichte der Psychologie, daneben gab er 1989 bis 1999 regelmäßige Gastseminare Institut für Psychologie der Universität Wien. Seine letzte Gastvorlesung fand im Akademischen Jahr 2013/2014 statt.

## Wirken
Mattes war in den späten 1960er Jahren hochschulpolitisch aktiv als Assistentensprecher (Mitglied der Bayrischen und der Bundesassistentenkonferenz,) in den 1970ern neben zentralen Gremien der Freien Universität Berlin zeitweise Gründungsausschüsse der Universität Bremen. 1991 war er einer der Gründer der Neuen Gesellschaft für Psychologie und zusammen mit Eva Jaeggi und Thomas Leithäuser bis 1995 Gründungsvorstand. Seit deren Gründung ist er auch Mitglied der österreichischen Gesellschaft kritischer Psychologen und Psychologinnen (GkPP).
Wissenschaftlich arbeitet er zur Diskursgeschichte und -gegenwärtigkeit der Psychologie sowie deren transdisziplinären Bezügen. Er gilt als einer der Vertreter der kritischen Psychologien im deutschsprachigen Raum – gleichwohl in Distanz zur Kritischen Psychologie Klaus Holzkamps, deren Verallgemeinerungsansprüche er nicht teilen will. Viel beachtet war seine ständige Seminarreihe Psychologie und Postmoderne an der Freien Universität Berlin. (Mit-)Herausgeber der Zeitschriften Psychologie und Gesellschaftskritik sowie Journal für Psychologie, zahlreiche Einzelveröffentlichungen.

## Schriften (Auswahl)
- mit Rainer Maikowski und Gerhard Rott: Psychologie und ihre Praxis. Materialien zur Geschichte einer Einzelwissenschaft in der BRD.Fischer Taschenbuch, Frankfurt am Main 1978, ISBN 3-436-02358-2.
- Psychologie im westlichen Nachkriegsdeutschland – Fachliche Kontinuität und gesellschaftliche Restauration. In: Mitchell G. Ash, Ulfried Geuter (Hrsg.): Geschichte der deutschen Psychologie im 20. Jahrhundert. Westdeutscher Verlag, Opladen 1986, S. 201–224. https://nbn-resolving.org/urn:nbn:de:0168-ssoar-13582
- Institutionelle Bedingungen paradigmatischen Beharrens. In: Psychologie und Gesellschaftskritik. 1991, 15, 1 (Heft 57: Erneuerung der Psychologie), S. 59–72. https://nbn-resolving.org/urn:nbn:de:0168-ssoar-13707
- Möglichkeiten postmoderner kritischer Psychologie. In: Psychologie und Gesellschaftskritik 1998, 22, 2/3 (Nr. 86/87: kritische psychologie), S. 27–42. https://nbn-resolving.org/urn:nbn:de:0168-ssoar-12657
- Postmodern challenges to the conservative anchoring of critical psychology. In: Maiers, Wolfgang. u. a. (Hrsg.): Challenges to theoretical psychology. North York 1999: Captus. S. 434–440. https://nbn-resolving.org/urn:nbn:de:0168-ssoar-13076
- mit Ernst Schraube: „Die 'Oldstream'-Psychologie wird verschwinden wie die Dinosaurier!“ Kenneth Gergen im Gespräch mit Peter Mattes und Ernst Schraube. Forum Qualitative Sozialforschung/Forum Qualitative Research 2004, 5 (3), Art. 27. https://nbn-resolving.org/urn:nbn:de:0168-ssoar-28374
- Abwehr durch Einvernahme. Zum Auftritt des Sozialen Konstruktionismus in der deutschen akademischen Psychologie. In: Forum Qualitative Sozialforschung / Forum Qualitative Social Research 2008, 8(1). https://www.qualitative-research.net/index.php/fqs/article/view/349/763
- Zur Geschichte der Psychologie-Kritik in den kritischen Psychologien. In: Heseler, Denise et al., Perspektiven kritischer Psychologie und qualitativer Forschung. Zur Unberechenbarkeit des Subjekts. Wiesbaden 2017: Springer Fachmedien. S. 13–32. ISBN 978-3-658-14020-5. doi:10.1007/978-3-658-14020-5

### Als Herausgeber
- mit Tamara Musfeld: Psychologische Konstruktionen. Diskurse, Narrationen, Performanz. Göttingen 2005: Vandenhoeck & Ruprecht. ISBN 3-525-49076-3.
- mit Lilli Gast: Freudiana. Psychoanalytische Denkräume zum 150. Geburtstag von Sigmund Freud. Gießen 2006: Psychosozial-Verlag. ISBN 3-89806-387-9.
- mit Martin Dege: Polyamory. Journal für Psychologie 2014, 22, 1. https://www.journal-fuer-psychologie.de/index.php/jfp/issue/view/42
- mit Andrea Birbaumer: PsychologInnen prekär. Journal für Psychologie 2016, 24, 2. https://www.journal-fuer-psychologie.de/index.php/jfp/issue/view/49
- mit Ophelia Solti: Kriegsdiskurse. Journal für Psychologie 2017, 25, 1. https://www.journal-fuer-psychologie.de/index.php/jfp/issue/view/50